# The Blue Hour
The Blue Hour är Suedes åttonde studioalbum, utgivet den 21 september 2018.

## Låtlista
| Nr           | Titel                               | Längd |
| ------------ | ----------------------------------- | ----- |
| 1.           | As One                              | 4:10  |
| 2.           | Wastelands                          | 5:31  |
| 3.           | Mistress                            | 3:23  |
| 4.           | Beyond the Outskirts                | 4:06  |
| 5.           | Chalk Circles                       | 2:04  |
| 6.           | Cold Hands                          | 3:16  |
| 7.           | Life Is Golden                      | 3:57  |
| 8.           | Roadkill                            | 2:06  |
| 9.           | Tides                               | 4:08  |
| 10.          | Don't Be Afraid If Nobody Loves You | 4:24  |
| 11.          | Dead Bird                           | 0:26  |
| 12.          | All the Wild Places                 | 3:15  |
| 13.          | The Invisibles                      | 4:09  |
| 14.          | Flytipping                          | 6:41  |
| Total längd: | Total längd:                        | 51:36 |

## Musiker
- Brett Anderson – sång
- Mat Osman – elbas
- Simon Gilbert – trummor
- Richard Oakes – gitarr
- Neil Codling – keyboard, piano

### Webbkällor
- Erlewine, Stephen Thomas. ”Suede – The Blue Hour”. Allmusic. https://www.allmusic.com/album/the-blue-hour-mw0003197311. Läst 15 november 2018.